# Eusebio Baptista
Eusebio Baptista (Trujillo, Venezuela, 16 de diciembre de 1821- Caracas, 14 de febrero de 1895) fue un político y abogado venezolano, senador de la república en dos ocasiones y presidente del Senado a partir de 1878, hasta ser encarcelado por motivos políticos durante la dictadura de Antonio Guzmán Blanco.
Estudió derecho en la Universidad de Los Andes, graduándose en 1854. En 1864 fue senador por Mérida. En 1865 fue senador por Trujillo. Se opuso a la elección de Antonio Guzmán Blanco como primer designado y cuestionó la aprobación de las cuentas relativas al Estado en Europa, actitud que le valió ser amenazado de expulsión del Congreso «por infringir las reglas del debate».
Nuevamente senador más de diez años después, asumió la presidencia del Senado en 1878. Fue miembro del Consejo de Administración donde trabajó a favor de la Revolución Reivindicadora. Se opuso a Antonio Guzmán Blanco en el Congreso durante el debate sobre la reforma constitucional que buscaba reducir a 9 los 20 estados de la República (1880), que Baptista calificó de «monstruoso» y de «Constitución Suiza», hizo enfadar a Guzmán Blanco.
Debido a un altercado personal ocurrido en la esquina de San Francisco de Caracas, el 5 de abril de 1881 Antonio Guzmán Blanco solicitó su allanamiento ante el Senado bajo el pretexto de que Baptista le había faltado el respeto. La Cámara, sometida ante la voluntad de Guzmán, aceptó levantarle la inmunidad parlamentaria. Baptista fue detenido y encarcelado.
Buenaventura Macabeo Maldonado, entonces diputado por Táchira, protestó por su encarcelamiento, al considerarlo injusto, lo que le valió el arresto también por parte del régimen guzmancista. Baptista fue liberado el 14 de agosto de 1881 a cambio de su promesa de abstenerse de toda actividad política. Se trasladó a Mérida y se dedicó al ejercicio del derecho y a la docencia. Regresó a Caracas durante el gobierno de Juan Pablo Rojas Paúl y publicó el folleto Historia de un gran crimen (1890), en el cual denunció la represión política de la cual había sido objeto en 1881.

## Obra
- Historia de un gran crimen (1890).

## Honores
Existen un parque y una avenida en Trujillo con su nombre.